# Vichama (sitio arqueológico)
Vichama es un sitio arqueológico de la costa central del Perú, ubicado a la margen derecha del río Huaura en el distrito de Végueta, provincia de Huaura, departamento de Lima. Ubicado próximo a línea costera, a 75 m s. n. m. y con una extensión total de 136 ha, comprende varias estructuras monumentales de las que destacan las pertenecientes al período Formativo Temprano (1800-1200 a. C.). Su investigación y conservación se encuentra desde 2007 a cargo del Proyecto Especial Arqueológico Caral-Supe ahora Zona Arqueológica Caral, dirigida por la arqueóloga Ruth Shady Solís.